# Robert Leray
Pour les articles homonymes, voir Leray.
Robert Leray (ou Le Ray ou parfois Jean De Villroy) est un acteur français, né le 25 décembre 1907 à Dinard et mort le 8 février 1996 à Paris.

## Biographie
Robert Leray est né le 25 décembre 1907 à Dinard.
Robert Leray a mené une carrière de cinéma, notamment dans des films réalisés par Marcel Carré, René Clément et Claude Lelouch.
Robert Leray est apparu dès les années 1950 dans certains courts-métrages pornographiques, largement à diffusion clandestine. La base de données European Girls Adult Film Database (it) fait aussi référence à certains de ces films.
L'acteur se serait engagé dans d'autres activités comme doublure lumière de Jean Gabin. Il aurait perdu son poste après que Jean Gabin ait été informé de ses activités pornographiques.
Dans les années 1970, après la vague de protestation de 1968, la pornographie prend plus de place et devient plus tolérée. Dans cet age d'or de la pornographie française, Robert Leray participe au plus grand nombre de ses films à visée pornographique.
Il joue souvent des « vieillards lubriques » et devient un acteur récurrent de la scène pornographique française. Il continue sa carrière jusqu'à plus de soixante-dix ans. Il est notamment présent dans plusieurs longs métrages comportant des scènes « hard » et des relations avec des femmes ayant l'âge d'être ses filles ou petites filles.
Il meurt le 8 février 1996 dans le 10e arrondissement de Paris.

## Filmographie
- 1939 : Le jour se lève de Marcel Carné
- 1940 : Remorques de Jean Grémillon
- 1942 : Mariage d'amour de Henri Decoin - Un agent au banquet
- 1946 : La Bataille du rail de René Clément - Le chef de gare
- 1946 : Martin Roumagnac de Georges Lacombe
- 1946 : Miroir de Raymond Lamy - Le barman
- 1949 : Le Bal des pompiers de André Berthomieu
- 1950 : Les Maîtres nageurs de Henri Lepage - Le chauffeur
- 1957 : Le rouge est mis de Gilles Grangier - Un inspecteur
- 1968 : Béru et ces dames de Guy Lefranc - Un client
- 1968 : La Vie, l'Amour, la Mort de Claude Lelouch
- 1968 : Le Gendarme se marie de Jean Girault - Client de l'école de danse[réf. nécessaire]
- 1974 : Il était une fois...la chatte mouillée de Lucien Hustaix - Pierre Fontange
- 1974 : Les Bijoux de famille de Lasse Braun
- 1975 : La Goulue / La clinique de Claude Pierson
- 1975 : Sensations de Lasse Braun - Lord Weatherby
- 1975 : La pipe au bois de Maxime Debest - Stober
- 1975 : C'est bon pour la santé de Didier Philippe-Gérard - M. Erickson
- 1975 : Le Pied de Pierre Unia
- 1975 : Les tripoteuses de Lucien Hustaix
- 1975 : Perversions de Raphaël Delpard
- 1975 : Prostitution clandestine de Alain Payet - Le comte
- 1976 : Furies sexuelles / Les Marie Madeleine de Alain Payet
- 1977 : House of love réalisation inconnue - Le comte Drissac
- 1977 : Les Hôtesses du sexe de Michel Barny
- 1978 : Je suis à prendre de Francis Leroi - Ralf, le majordome
- 1978 : Langues cochonnes de Claude Pierson
- 1978 : Sex roulette de Alan Vydra - Lord de Chamoiz
- 1978 : La bête et la belle de Charles de Santos - Le druide
- 1979 : Marie salope de Alain Payet
- 1980 : Le journal érotique d'une Thaïlandaise de Jean-Marie Pallardy
- 1980 : Hoffmann et Shöne de Alan Vyra - Hoffmann
- 1980 : Pénétrations Méditerranéennes de Jean-Marie Pallardy
- 1980 : Body body à Bangkok de Jean-Marie Pallardy